# Catharosoma ethophor
Catharosoma ethophor är en mångfotingart som beskrevs av Chamberlin 1955. Catharosoma ethophor ingår i släktet Catharosoma och familjen orangeridubbelfotingar. Inga underarter finns listade i Catalogue of Life.